# KTechlab
KTechlab es una aplicación para GNU/Linux que proporciona un potente entorno para el diseño de circuitos eléctricos y de microcontroladores. Incluye la simulación de distintos componentes (lógicos, integrados, lineales, no lineales y reactivos), simulación y depuración de microcontroladores PIC a través de gpsim, y posee lenguajes de alto nivel complementarios: Cuadros de flujo y Microbe.

## Características

### Osciloscopio
El osciloscopio de KTechlab puede mostrar información tanto como el voltaje o la corriente como booleana (la cual se muestra hasta una velocidad de un millón de puntos por segundo). El zum es suave y en el máximo ocho millones de píxeles son mostrados por segundo.

#### Simulación lógica
La simulación lógica es rápida y tiene la capacidad de soportar muchos componentes lógicos. Actualmente KTechlab soporta:
- Puertas Lógicas: AND, NAND, OR, NOR, XOR, XNOR, Inversor, Buffer.
- Botón de entrada e indicador de salida.
- Entrada de reloj.
- Flip-Flops (JK, RS y D-type).
- BCD to seven-segment display.
- Contador binario de 4(cuatro) bits.
- Multiplexor y demultiplexor.
- Sumador.
- Conversor A/D y D/A.
- RAM con dimensiones configurables.
- Comparador de magnitudes.

El número de entradas de las puertas lógicas es ajustable. La simulación lógica es capaz de actualizarse un millón de veces por segundo, permitiendo a la entrada de reloj ser capaz de generar un pulso con dos microsegundos por intervalo.

#### Interacción con el hardware
Los puertos paralelo y serial de la computadora pueden ser conectados directamente a un circuito por medio de los componenentes correspondientes a cada uno de ellos.

#### Microbe
Microbe compila programas en un lenguaje diseñado para KTechlab diseñado para cuadros de flujo para microcontroladores PIC.

#### Cuadros de Flujo
KTechlab permite diseñar cuadros de flujo para microcontroladores PIC y transformarlos en código Microbe, ensamblador o hexadecimal.

#### Ensamblador
KTechlab provee integración con gputils para rápido ensamblaje y prueba de un programa.